# 渭玉高速公路
渭南至玉山高速公路，简称渭玉高速，是中国国家高速公路网纵向并行线榆蓝高速公路（G6521）的重要路段，也是陕西省“2367”高速公路网“西安大环线”的组成部分。线路起于渭南市华州区赤水镇，起点顺接渭蒲高速公路，设赤水枢纽立交与连霍高速公路交叉，经高塘镇、桥南镇、厚镇，止于西安市蓝田县玉山镇北王村，设玉山枢纽立交与沪陕高速公路交叉，路线全长39.388公里。总投资约33.4亿元人民币。于2013年9月17日正式开工建设，2015年12月2日建成通车。由陕西省高速公路建设集团公司渭玉管理处负责建设运营。

## 工程规模
路线全长39.388公里，建设里程38.465公里（K38+700.000～K39+481.990段暂不实施）。全线设赤水（枢纽）、高塘、桥南、厚镇、玉山（枢纽）等5处互通式立交，匝道收费站3处，服务区、养护工区、监控分中心、隧道救援站各1处。采用双向四车道高速公路标准，设计速度100公里/小时，整体式路基宽度26米，分离式路基宽度13米。桥涵设计汽车荷载公路－Ⅰ级，设计洪水频率1/100（特大桥1/300），地震动峰值加速度为0.20g；其余各项技术指标按照《公路工程技术标准》（JTG B01-2003）执行。另设高塘、厚镇2处立交连接线，采用二级公路技术标准，路基宽度10米，总长5.59公里。其中，高塘立交连接线3.69公里，设计速度60公里/小时；厚镇立交连接线1.9公里，设计速度40公里/小时。全线共设桥梁6402.5米/40座（全幅），占路线总长16.3%，其中，大桥5740.5米/28座，中桥662米/12座；涵洞61道；渡槽66米/1座。设隧道2614米/1座（双洞），占路线总长6.6%。

### 重点控制工程
- 石鼓山隧道：全线唯一一座隧道，由中铁三局集团和河北交建集团负责施工，起于渭南市临渭区双马村，止于魏家村，左线起讫桩号为ZK26+014～ZK28+585，全长2571米，穿越秦岭北麓低山区和黄土丘陵地区，穿越三条地质断裂带，最大埋深245米，于2015年1月4日贯通[5]；右线起讫桩号为YK25+895～YK28+545，全长2650米，其中暗洞2615米，明洞35米，于2015年1月26日贯通[6]。

## 建设历程
- 2009年11月25日，陕西省高速公路建设集团发布省级渭南至玉山高速公路勘察设计招标公告[7]。
- 2010年1月11日，陕西省公路勘察设计院被确定为渭玉高速公路勘察设计中标单位[8]。
- 2010年8月，陕西省发改委审查通过了渭玉高速公路项目[9]。
- 2010年11月22日，陕西省环境保护厅以陕环批复〔2010〕565号文件对项目环境影响评价报告进行了批复[10]。
- 2013年5月，渭玉高速公路被纳入国家高速公路网[11]。
- 2013年9月17日，渭南至玉山高速公路开工仪式在渭南赤水立交举行[1]。
- 2015年4月30日，陕西省交通运输厅以陕交函〔2015〕355号文件批复同意了渭玉高速公路施工图设计[4]。
- 2015年11月20日，渭玉高速公路通过了陕西高速集团组织的交工验收[12]。
- 2015年11月24日，陕西省交通运输厅发布渭玉高速公路联网收费的通告[13]。
- 2015年11月30日，陕西省人民政府批复同意了渭玉高速公路设站收取车辆通行费[14]。
- 2015年12月2日，渭玉高速公路正式建成通车[2]。
- 2016年5月20日-21日，渭玉高速公路水土保持工程通过竣工验收[15]。
- 2017年3月28日，渭玉高速公路环境保护工程通过竣工验收[16]。
- 2019年3月19日，渭玉高速公路通过竣工验收[17]。

## 车辆通行费
渭南至玉山高速公路最终收费期限为20年，自2015年12月2日至2035年12月1日。若提前偿清贷款或遇国家公路收费政策调整，须立即停止收费或从其规定。
| 类别               | 车型及规格客车     | 费率标准（元/车·公里） |
| ------------------ | ------------------ | ---------------------- |
| 第1类              | ≤7座               | 0.60                   |
| 第2类              | 8-19座             | 1.06                   |
| 第3类              | 20-39座            | 1.36                   |
| 第4类              | ≥40座              | 1.63                   |
| 载货类车辆计重收费 | 载货类车辆计重收费 | 0.12元/吨·公里         |

车辆通行费应缴费额按车辆实际行驶各路段里程及对应收费标准计算，全程取整。取整规则：应缴费额尾数，在2.5元以下的，按0元取整；2.5元（含2.5元）至7.5元的，按5元取整；7.5元（含7.5元）至10元的按10元取整。

## 沿线设施列表
| 地区                                                                                         | 里程 | 类型                              | 名称       | 连接              | 说明 |
| -------------------------------------------------------------------------------------------- | ---- | --------------------------------- | ---------- | ----------------- | ---- |
| 渭南市 华州区                                                                                | 0    | 枢纽                              | 赤水枢纽   | 西潼高速 渭蒲高速 |      |
| 渭南市 华州区                                                                                | 9    | 停车场 · 加油设施 · 修车站 · 餐厅 | 华州服务区 | 华州服务区        |      |
| 渭南市 华州区                                                                                | 12   | 出入口                            | 高塘       | 高塘              |      |
| 渭南市 临渭区                                                                                | 20   | 出入口                            | 桥南       | 224县道           |      |
| 渭南市 临渭区                                                                                | 27   | 隧道                              | 石鼓山隧道 | 石鼓山隧道        |      |
| 西安市 蓝田县                                                                                | 33   | 出入口                            | 厚镇       | 107省道           |      |
| 西安市 蓝田县                                                                                | 39   | 枢纽 · 主线出入口                 | 玉山枢纽   | 西商高速          |      |
| 1.000 英里 = 1.609 千米；1.000 千米 = 0.621 英里 并行路段 • 已关闭／取消 • 限制进入 • 未开放 |      |                                   |            |                   |      |